# Didar Żałmukan
Didar Kajratuły Żałmukan (kaz. Дидар Қайратұлы Жалмұқан; ur. 22 maja 1996) – kazachski piłkarz, pomocnik, zawodnik FK Astana. Młodzieżowy reprezentant Kazachstanu.